# 八村塁
八村 塁（はちむら るい、1998年〈平成10年〉2月8日 - ）は、日本のプロバスケットボール選手。富山県富山市出身。NBAのロサンゼルス・レイカーズに所属している。ポジションはパワーフォワードまたはスモールフォワード。2019年のNBAドラフトでは日本人史上初めて1巡目指名され、2020年にはNBAオールルーキーセカンドチームに選出された。
父親がベナン人、母親が日本人。弟の八村阿蓮もバスケットボール選手。妹は八村安美菜。

## 経歴

### 生い立ち
富山市で日本人の母とベナン人の父の長男として生まれ、幼少時は陸上の短距離と野球をやっていた。陸上では100m走で全国大会に出場した。野球では投手と捕手を兼任しており、イチローに憧れていた。強肩であったため球速も速く投手をしていたが、あまりにも球が速いため子供では捕球できなかった。そのため捕手に転向したが成長痛による膝の痛みで野球から離れた
。
中学生になると同級生からバスケットボールを勧められ、バスケ部に入部した。富山市立奥田中学校で第42回全国中学校バスケットボール大会準優勝、大会ベスト5に選出される。1年生の時には2年先輩に馬場雄大がおり、同級生には笹倉怜寿がいた。

### ハイスクール

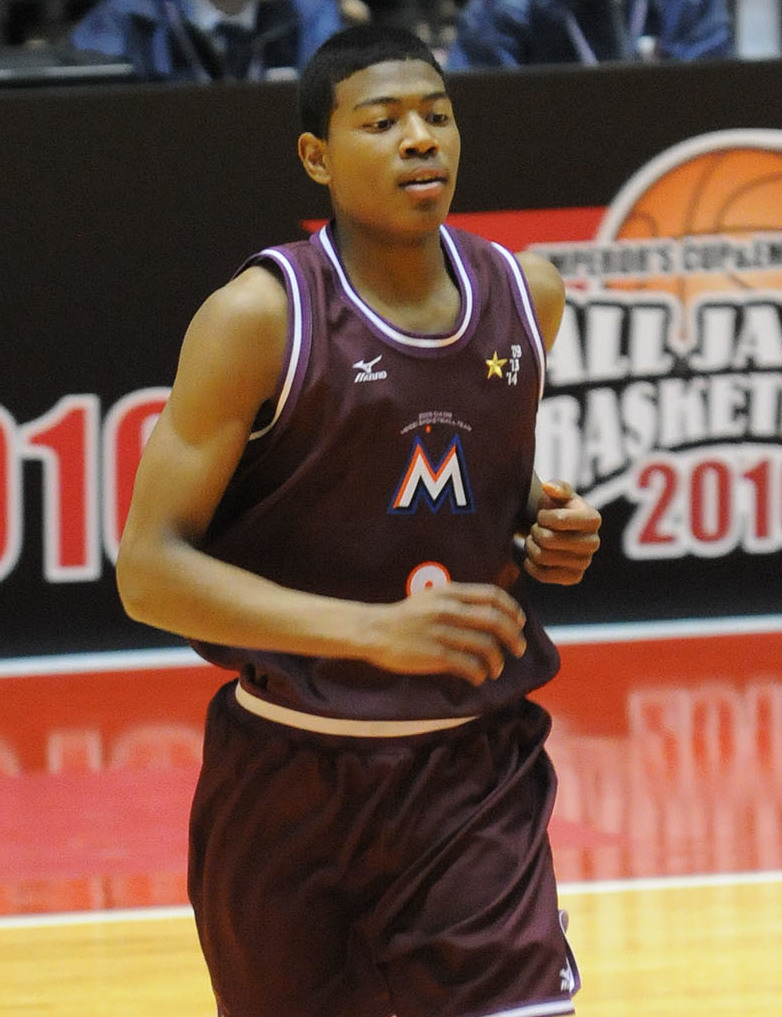
2016年明成高等学校での八村塁

宮城県の明成高等学校に入学し、1年生で出場した第44回全国高等学校バスケットボール選抜優勝大会では、決勝戦でゴール下を支配し、32得点を記録し、明成高等学校の優勝に貢献した。
2年生の第45回大会に於ても2年連続優勝に貢献し、第44回から2大会連続でベスト5に選ばれている。また2015年夏に開催された第68回インターハイでは、決勝で愛知県の桜丘高等学校を92-69で破り初優勝した。ウインターカップ2015の男子決勝では34得点、19リバウンドを記録し、明成が78-73で土浦日大に逆転勝利で大会3連覇を達成した。
高校2年で迎えたU－17世界選手権では、16チーム中14位に終わるも、八村は1試合平均22.6得点で大会得点王に輝く。大会で優勝したアメリカとの一戦は38-122の完敗だったが、八村は25得点を記録し、その存在を世界に知らしめた。その後、U－17世界選手権・得点王の看板を背負い、八村は今年4月にニューヨークで開催された『ジョーダン・ブランド・クラシック』に日本人として初めて選出され、世界選抜チームの一員として出場。その試合で八村は、18分の出場で9得点、5リバウンド、1ブロックを記録した。
カレッジリクルート時の評価データーは、以下の通りである。
| 氏名 | 出身                                                                                | 高校 / 大学 | 身長               | 体重           | コミット日     |
| --- | ----------------------------------------------------------------------------------- | ----------- | ------------------ | -------------- | -------------- |
| Rui Hachimura SF/PF | Sendai, Japan                                                                       | Meisei      | 6 ft 8 in (2.03 m) | 210 lb (95 kg) | 2015年11月20日 |
| Rui Hachimura SF/PF | リクルート スターレーティング: Scout: Rivals: 247Sports: ESPN: N/A ESPNグレード: NR |             |                    |                |                |
| 全リクルート順位: Scout: NR Rivals: NR 247Sports: #136 ESPN: NR |                                                                                     |             |                    |                |                |
| - 注意: 多くの場合、Scout、Rivals、247Sports、ESPNの間で身長、体重が一致しない可能性がある。 - これらの場合、平均をとっている。ESPNグレードは100ポイントスケールに基づいている。 出典: - “2016 Gonzaga Rivals Commits”. Rivals.com. 2015年11月20日閲覧。 - “2016 Gonzaga Scout Commits”. Scout.com. 2015年11月20日閲覧。 - “2016 Gonzaga ESPN Commits”. ESPN.com. 2015年11月20日閲覧。 - “Scout.com Team Recruiting Rankings”. Scout.com. 2015年11月20日閲覧。 - “2016 Team Ranking”. Rivals.com. 2015年11月20日閲覧。 - “2016 Gonzaga 24/7 Sports Commits”. 247sports.com. 2015年11月20日閲覧。 |                                                                                     |             |                    |                |                |

### カレッジ
ゴンザガ大学に進学を決めて渡米し、2016年11月5日に初出場を果たし、11分出場で、9得点、3リバウンドを記録した。チームはWCCカンファレンスで優勝してNCAAトーナメントに進出。八村は1回戦で1分出場し、NCAAトーナメントへの出場と、準々決勝のゼイビア大戦の残り1分を切ったところで出場機会を与えられると3ポイントシュートで得点し、ともに日本生まれの男性日本人として初めて記録した。ゴンザガ大はトーナメントで準優勝した。八村は28試合に出場、1試合平均4.6分で2.6得点、1.4リバウンド。2017-18シーズンは2試合のスターターを含む37試合に出場し、11.6得点、4.7リバウンドの記録を残した。2018年3月22日、2年連続で進出したNCAAトーナメントでは、フロリダ州立大学に敗れ、スウィート16に終わった。2年連続のファイナル4進出とはならずゴンザガ大2年目のシーズンを終えた。

### ワシントン・ウィザーズ

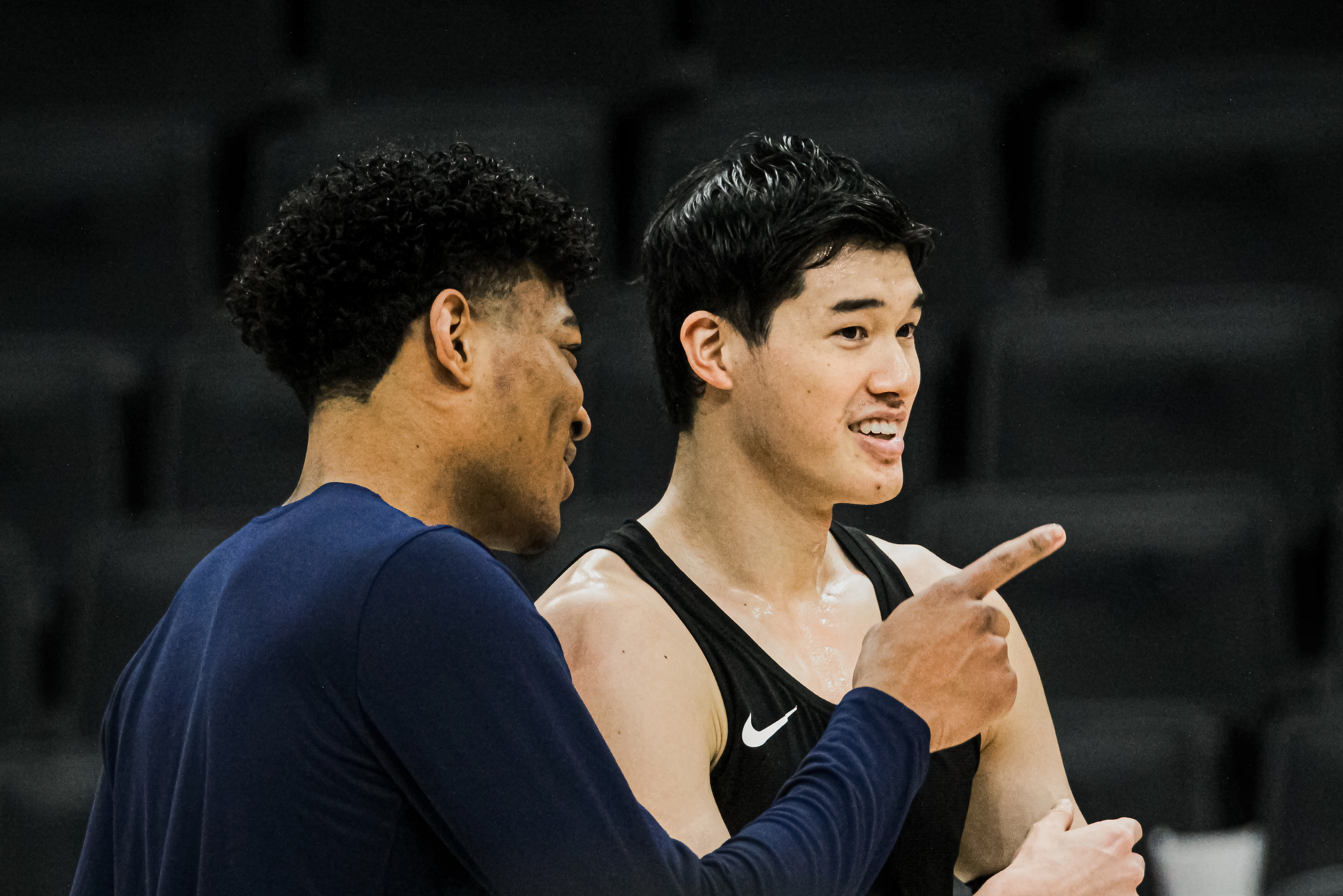
2020年に当時メンフィス・グリズリーズの渡邊雄太と

2019年4月15日、2019年のNBAドラフトにエントリーを表明し、2019年6月20日、ワシントン・ウィザーズから1巡目9位指名を受けた。背番号は8「皆さんやりました。NBAです」とインタビューに答えた。 日本人でNBAドラフト指名を受けたのは岡山恭崇以来で、1巡目指名は初の快挙となった。
2019年6月22日、日本人初となるナイキ(NIKE)のジョーダン・ブランドと契約したことが発表された。

#### 2019-20シーズン

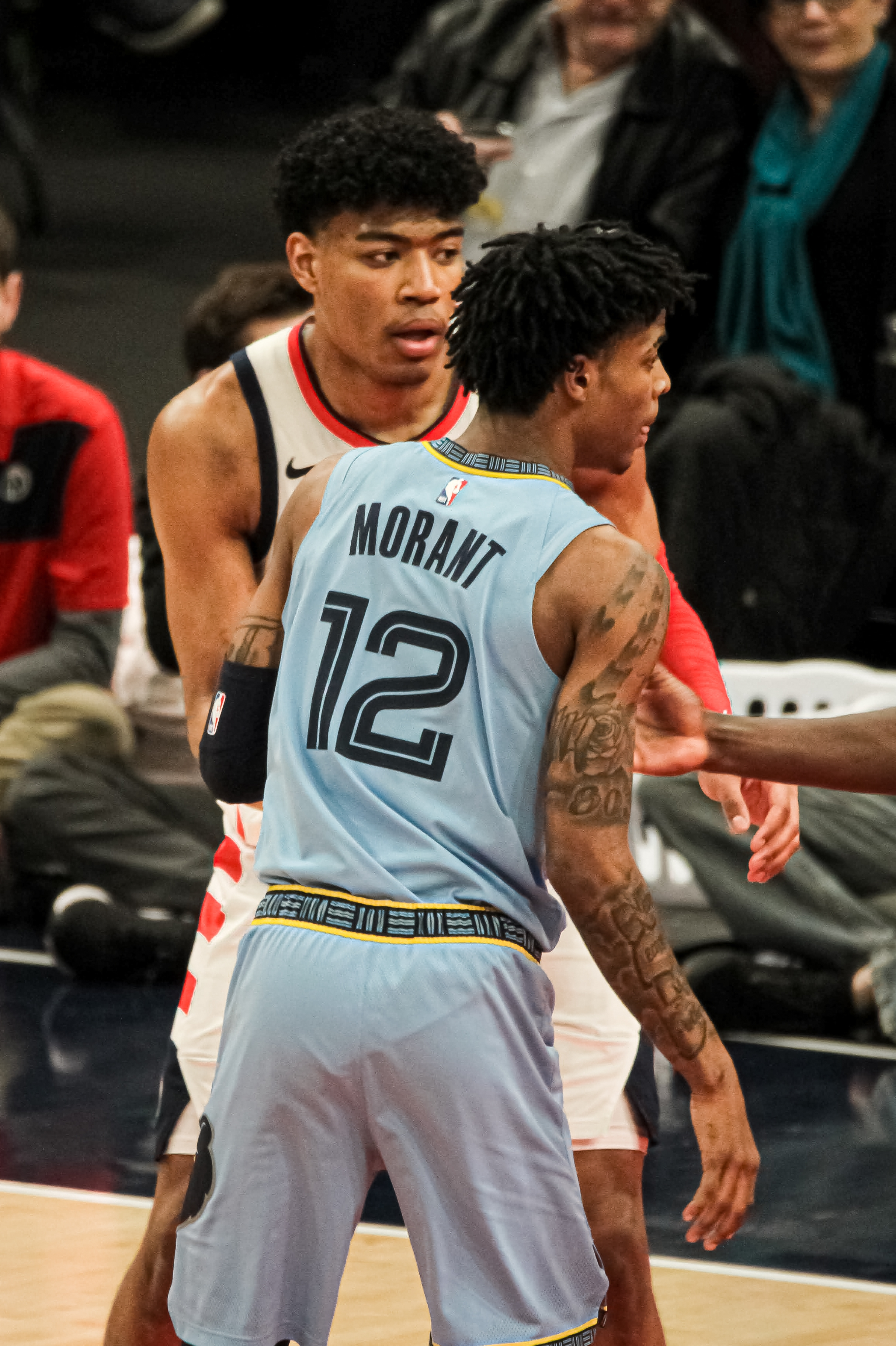
2020年2月の八村。手前はジャ・モラント

2019-20シーズンの2019年10月23日、シーズン開幕戦のダラス・マーベリックス戦でスターターとしてデビューし、14得点、10リバウンドのダブルダブルを記録した。12月2日のロサンゼルス・クリッパーズ戦では3pシュート2本を含む当時のキャリアハイの30得点、9リバウンドを記録した。12月14日のメンフィス・グリズリーズ戦では2Qに八村と渡邊雄太が出場し、史上初めてNBAで日本人選手2名の同時出場とマッチアップが実現した。12月16日のデトロイト・ピストンズ戦でリバウンドを狙ってジャンプした際にチームメートのアイザック・ボンガと空中で接触して鼠径部を負傷。この試合はそのままベンチに退き、その後手術を受けて24試合を欠場した。2020年2月4日のゴールデンステート・ウォリアーズ戦で復帰した。1年目から出場した全試合でスターターを務め活躍したことが評価され、2月14日に行われたオールスターウィークエンドのライジング・スターズ・チャレンジに日本人として初めて選出され、チームワールドの一員として先発出場して20分間の出場で14得点を記録した。新人シーズンは72試合中48試合に出場し、1試合平均30.1分の出場、13.4得点、6.1リバウンド（ルーキー2位）を記録した。シーズン終了後、活躍が評価されNBAオールルーキーセカンドチームに選出された（日本出身選手でNBAの賞を獲得するのは初）。

#### 2020-21シーズン
2020-21シーズン前に流行性角結膜炎の病気にかかったため開幕戦から1週間は欠場となった。2021年3月12日のフィラデルフィア・76ers戦でアジア出身者では3人目のNBA通算1000得点を達成した。3月13日のミルウォーキー・バックス戦にて当時キャリアハイの4本の3Pを沈め、22得点、7リバウンド、5アシストを記録したが、チームは122-133で敗北した。同月30日のシャーロット・ホーネッツ戦ではチーム最長の40分19秒の出場の上、自己最多タイとなる30得点、4リバウンド、3アシストを記録したがチームは104-114で敗北した。出場した57試合はすべてスターターで、1試合平均で前シーズンを上回る31.5分出場し、13.8得点、5.5リバウンドを記録した。
チームは34勝38敗でイースタン8位に入り、プレーイントーナメント2戦目を勝利してプレーオフ進出が決定。八村はプレーオフ1回戦フィラデルフィア・76ers戦（1勝4敗で敗退）で日本人で初めてNBAプレーオフに出場した。八村は5試合でFG成功率61.7%、3ポイント成功率60.0%で平均14.8点、7.2リバウンド、1.0アシストを記録した。

#### 2021-22シーズン

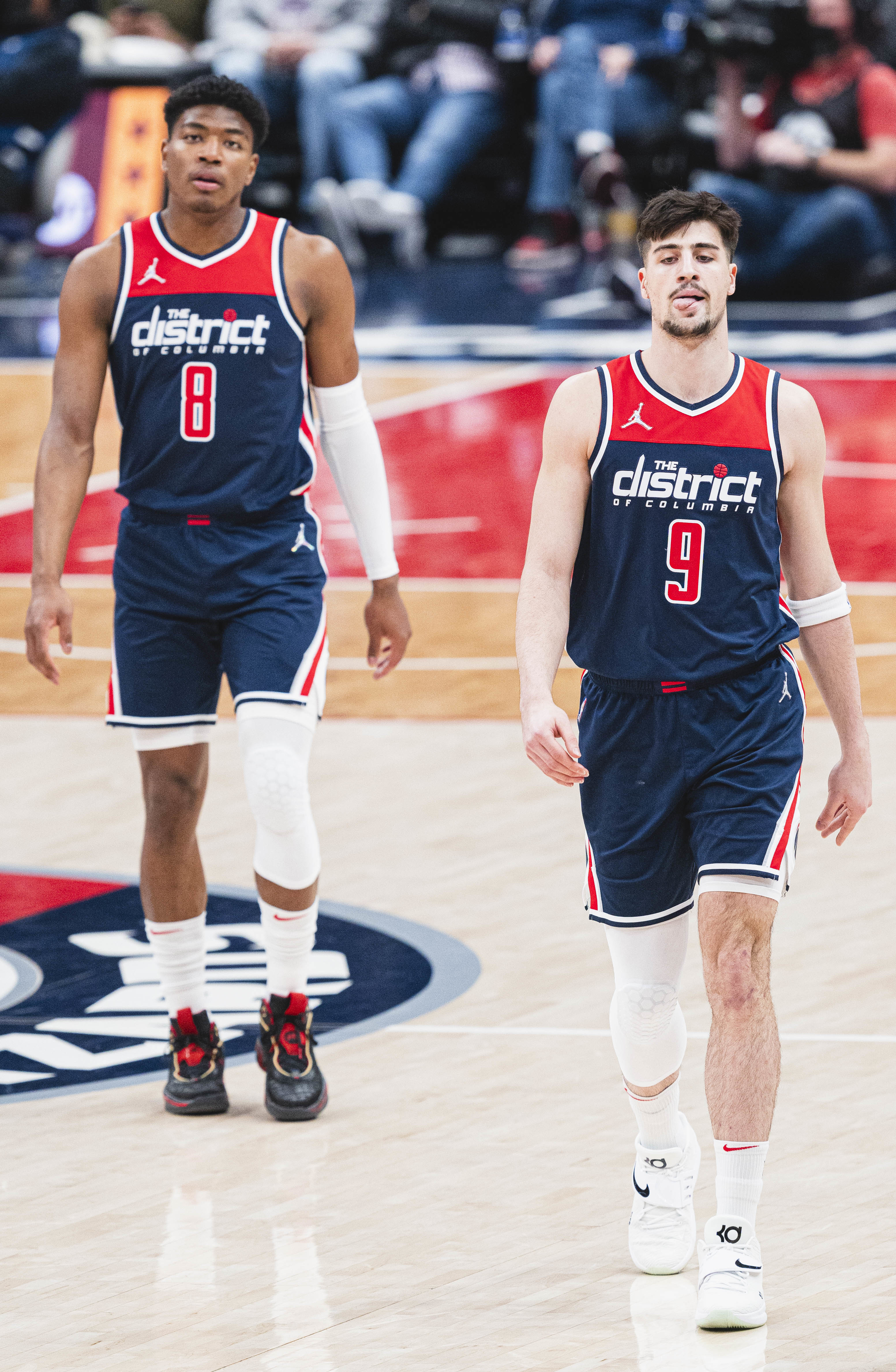
2022年2月のアヴディア（手前）と八村。

2021-22シーズンは調整の遅れにより個人練習を続け、開幕に間に合わなかった。11月20日、チーム練習に合流。その後、ウィザーズの下部組織であるキャピタルシティ・ゴーゴーに送られ、Gリーグチームで練習に参加した。12月下旬になりベンチ入りとなったものの、直後にオミクロン株の感染拡大による健康安全プロトコル入りとなり、同シーズン出場は2022年以降と更に出遅れることになった。その後、2022年1月9日のオーランド・マジック戦でシーズン初出場した。以降の43試合中42試合（スターターは13試合）に出場し、1試合あたりのプレイタイムは22.5分と前2シーズンより短かく、11.3得点、3.8リバウンドだったが、3P成功率は44.7%と大幅に向上した。

#### 2022-23シーズン
ルーキー契約の最終年となるこのシーズンは開幕前にウィザーズとの契約延長に至らず、シーズン終了後に制限付きFAとなることが決まった。ウィザーズ最後のシーズンでは30試合に出場、平均13.0得点、4.3リバウンド、1.2アシストを記録した。

### ロサンゼルス・レイカーズ
2023年1月23日にケンドリック・ナンと、3つのドラフト2巡目指名権とのトレードで、ロサンゼルス・レイカーズへ移籍した。ウィザーズでつけていた8番は、2020年にヘリコプター事故で他界したコービー・ブライアントの永久欠番であったため、背番号は誕生日（2月8日）にちなんだことと、コービーとその娘ジアナが生前に使用していた背番号（2と8）を組み合わせたものとして、28を選んだ。

#### 2022-23シーズン
チームはカンファレンス7位でレギュラーシーズンを終了し、プレーイントーナメントで勝利してプレーオフに進出。シーズンでは八村は33試合に出場して平均22.4分出場し、9.6得点、4.7リバウンド、0.7アシストを記録した。
プレーオフではメンフィス・グリズリーズとのファーストラウンド第1戦ではベンチ出場からであったがチーム最多の29得点を記録して勝利に貢献した。レイカーズの選手がプレーオフでベンチ出場から25得点以上を記録したのは、1996年のマジック・ジョンソン以来であった。
2023年オフにFAとなったがレイカーズと3年総額5100万ドル（日本円で73億9500万円）契約を延長した。

#### 2023-24シーズン
シーズン前半は故障もあり、ベンチスタートが多かったが、2月に入って以降は先発起用された。
2024年1月29日、ヒューストン・ロケッツ戦で16得点を記録してNBA通算3000得点を達成、アジアの選手では2番目となった。2月14日、ユタ・ジャズ戦で6本の3Pを含む、キャリアハイとなる36得点を記録、チームも138-122で勝利した。この試合アンソニー・デイビスも39得点の活躍をしており、シャキール・オニールとコービー・ブライアント以来の2人で35得点以上を達成したペアとなった。3月26日のバックス戦で、リバウンドのキャリアハイの14リバウンド、更に16得点を記録しダブル・ダブルを記録した。3月27日のメンフィス・グリズリーズ戦でキャリアハイを更新する、7本のスリーポイントを成功させるなど、32得点、10リバウンドも記録し、ダブル・ダブルの活躍を見せた。

#### 2024-25シーズン
このシーズンは開幕から先発で起用され、10月28日のフェニックス・サンズ戦で20得点、10リバウンドでダブルダブルを記録、 1月28日の76ers戦で13得点を記録し、アジア人史上2人目となるNBA通算4000得点を達成した。自身の誕生日に開催された、2月8日のインディアナ・ペイサーズとの対戦では、シーズンハイとなる24得点を記録して勝利した。4月4日のゴールデンステイト・ウォーリアーズ戦ではシーズンハイタイとなる24得点を記録した。シーズン途中ジャンパーズニーで約1カ月の離脱があった以外は安定して先発で活躍を続け、レギュラーシーズン59試合に出場、平均32分の出場で平均13.1点、5リバウンドを記録、フィールドゴールは51%でレブロン・ジェームズと並びチーム1位、3ポイント成功率もドリアン・フィニー・スミスと並んでチーム1位の41.3%を記録した。プレーオフ1回戦のミネソタ・ティンバーウルブズとの第4戦と5戦でそれぞれ23得点を記録、全5試合で1試合平均14.8得点、フィールドゴール成功率49.1%、3ポイント成功率48.4%の成績を残したが、チームは1勝4敗で敗退した。

## 日本代表

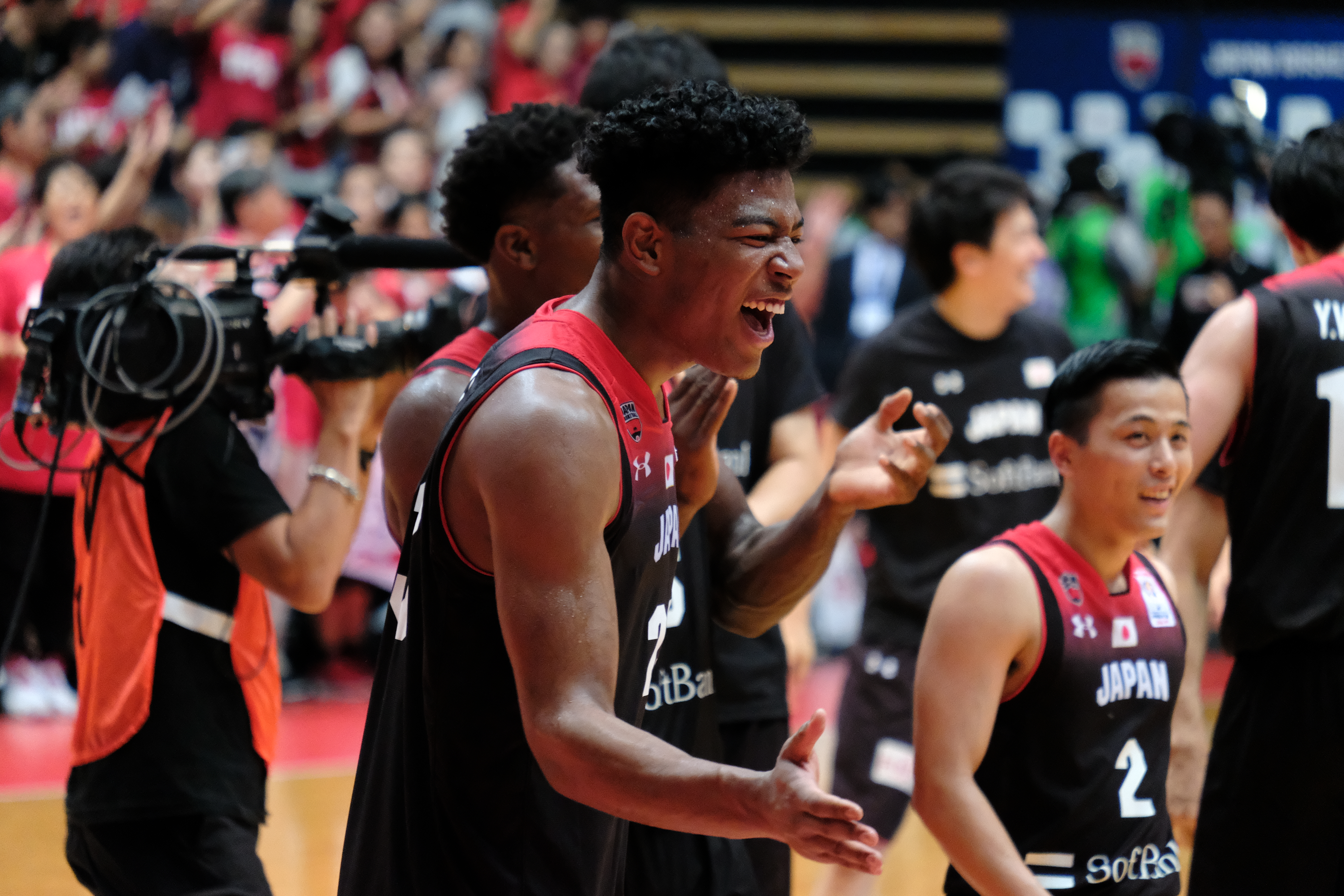
2019年 FIBAワールドカップ日本代表

高校時代は、2013年9月イランで行われたアジアU-16選手権に出場、チームの大黒柱として活躍し3位に入り、1998年の田臥勇太世代以来、日本のジュニア代表を15年振りに世界選手権出場に導いた。2014年8月ドバイで行われたU-17世界選手権では、アメリカの代表と対戦した。122-38の大敗を喫した中で、チームの38点のうち25得点を奪う孤軍奮闘を見せ、試合後のインタビューで八村は「すごく楽しかったです。苦しくないです。楽しくて苦しいです。」と語っている。八村はこの選手権で大会得点王（平均22.6点）を獲得した。2015年に日本代表候補に高校生選手としては唯一選ばれている。日本代表の長谷川健志ヘッドコーチは「高校生離れしている」と語り、4年ぶりに代表候補に復帰した田臥も「能力がある。羨ましい。」と語っている。
ゴンザガ大学在学中の2018年6月、韓国との強化試合で日本代表デビューした。アメリカがシーズンになるまでの間、FIBAワールドカップのアジア・オセアニア予選4試合に出場して勝利に貢献し、予選突破に貢献した。公式戦デビューとなったFIBAランク10位のオーストラリア戦はスターターで出場して24得点、7リバウンドを記録している。
ワシントン・ウィザーズからドラフト指名された直後の2019年7月、FIBAワールドカップ中国大会の日本代表に選出。大会直前の強化試合でFIBAランク22位のドイツに86-83で逆転勝利し、自身はチーム最多の31得点を記録した。W杯では対戦相手に徹底マークされ、初戦のトルコ戦ではトリプルチームを仕掛けられるも15得点。チェコ戦は21得点だった。1次リーグ最終戦のアメリカ戦ではハリソン・バーンズのマークに苦しみ4得点に封じられたが、NBAブロック王のマイルス・ターナーのブロックをかわして決めたダンクは大会6日目のトッププレーに選出された。成績は1試合平均29.9分出場で、13.3得点、5.7リバウンド、2.3アシスト。1次リーグ終了後、八村は膝の不安のため日本チームを離脱した。
2021年7月、東京オリンピックの日本代表に選出された。五輪直前の強化試合埼玉大会前にチームに合流。強化試合はベルギーとフランスとの2試合に出場して連勝。FIBAランク7位のフランス戦では29分の出場で19得点、7リバウンドを記録した。オリンピック開会式では旗手を務めた。オリンピックは予選リーグ3試合で、1試合平均37.6分の出場で22.3得点、6.7リバウンド、2アシストを記録した。対戦相手のマークが厳しく、スペイン戦は20得点、第3戦アルゼンチン戦は13得点だったが、第2戦スロベニア戦は両チーム最多の34得点を記録した。
日本開催となるFIBAバスケットボールW杯2023では日本代表入りが期待されていたがNBAにおける契約、またコンディショニング等総合的に勘案したうえで、代表入りを辞退した。
2024年に開催されたパリオリンピックでは日本唯一のNBAプレーヤーとして日本代表に選出。グループリーグ初戦のFIBAランキング3位ドイツとの試合ではチームは77-97で敗北したもののチームトップ20得点、10リバウンドを記録。2戦目FIBAランキング9位のフランス戦では24得点、FGも60%超でチームを牽引していたが2つのアンスポーツマンライクファールで退場（そのうち1つは判定が不可解であるとされている）。チームは延長の末90-94で敗北した。グループリーグ最終戦のブラジル戦はふくらはぎの違和感で出場しなかった。
同年11月13日、グリズリーズ戦後に行われた記者会見で記者に日本代表について問われ、「JBAの活動が金目的に偏っている、プレーヤーファーストの精神がない。そういう代表ではプレーしたくないし、そういう団体とやりたくない」「（ホーバスコーチの）練習のやり方、ミーティングは世界レベルではないと思う」 と発言。日本国内を中心に大きな賛否を巻き起こした。これに対しJBAはホーバス監督のもとで2028年のロサンゼルス五輪を目指す方針に変更はないと発表があったのみで現在まで問題解決の糸口は見えないままとなっている

## 個人成績

### NBA

#### レギュラーシーズン
| シーズン | チーム | GP  | GS  | MPG  | FG%  | 3P%  | FT%  | RPG | APG | SPG | BPG | PPG  |
| -------- | ------ | --- | --- | ---- | ---- | ---- | ---- | --- | --- | --- | --- | ---- |
| 2019–20  | WAS    | 48  | 48  | 30.1 | .466 | .287 | .829 | 6.1 | 1.8 | .8  | .2  | 13.5 |
| 2020–21  | WAS    | 57  | 57  | 31.5 | .478 | .328 | .770 | 5.5 | 1.4 | .8  | .1  | 13.8 |
| 2021–22  | WAS    | 42  | 13  | 22.5 | .491 | .447 | .697 | 3.8 | 1.1 | .5  | .2  | 11.3 |
| 2022–23  | WAS    | 30  | 0   | 24.3 | .488 | .337 | .759 | 4.3 | 1.2 | .4  | .4  | 13.0 |
| 2022–23  | LAL    | 33  | 9   | 22.4 | .485 | .296 | .721 | 4.7 | .7  | .2  | .4  | 9.6  |
| 2023–24  | LAL    | 68  | 39  | 26.8 | .537 | .422 | .739 | 4.3 | 1.2 | .6  | .4  | 13.6 |
| 2024–25  | LAL    | 59  | 57  | 31.7 | .509 | .413 | .770 | 5.0 | 1.4 | .8  | .4  | 13.1 |
| 通算     | 通算   | 337 | 223 | 27.7 | .496 | .381 | .764 | 4.9 | 1.3 | .6  | .3  | 12.8 |

#### プレーオフ
| シーズン | チーム | GP | GS | MPG  | FG%  | 3P%  | FT%   | RPG | APG | SPG | BPG | PPG  |
| -------- | ------ | -- | -- | ---- | ---- | ---- | ----- | --- | --- | --- | --- | ---- |
| 2021     | WAS    | 5  | 5  | 34.6 | .617 | .600 | .583  | 7.2 | 1.0 | .4  | .2  | 14.8 |
| 2023     | LAL    | 16 | 1  | 24.3 | .557 | .487 | .882  | 3.6 | .6  | .5  | .3  | 12.2 |
| 2024     | LAL    | 5  | 5  | 30.5 | .395 | .357 | .500  | 3.8 | .8  | .0  | .0  | 7.8  |
| 2025     | LAL    | 5  | 5  | 36.4 | .491 | .484 | 1.000 | 4.6 | 1.0 | .6  | .6  | 14.8 |
| 通算     | 通算   | 31 | 16 | 28.9 | .531 | .485 | .772  | 4.4 | .8  | .4  | .3  | 12.3 |

### カレッジ
| シーズン | チーム   | GP  | GS | MPG  | FG%  | 3P%  | FT%  | RPG | APG | SPG | BPG | PPG  |
| -------- | -------- | --- | -- | ---- | ---- | ---- | ---- | --- | --- | --- | --- | ---- |
| 2016–17  | ゴンザガ | 28  | 0  | 4.6  | .528 | .286 | .542 | 1.4 | .1  | .2  | .1  | 2.6  |
| 2017–18  | ゴンザガ | 37  | 2  | 20.7 | .568 | .192 | .795 | 4.7 | .6  | .5  | .5  | 11.6 |
| 2018–19  | ゴンザガ | 37  | 37 | 30.2 | .591 | .417 | .739 | 6.5 | 1.5 | .9  | .7  | 19.7 |
| 通算     | 通算     | 102 | 39 | 19.7 | .579 | .316 | .746 | 4.4 | .8  | .6  | .5  | 12.1 |

## 人物
- 米国メディアの取材記事によれば、幼少期は野球少年で[80]、イチローに憧れていた[81]。中学に入りどの部にも所属していなかった事から、友人からバスケットボールを勧められる。八村は、当時バスケットボールのルールも知らなかったために興味を持たず、断っていたが、あまりの熱心さに根負けして、バスケットボール部のテストを受ける。そこでコーチに絶賛され、バスケットボール部に入部した。勧誘の際、八村の友人に八村をバスケ部に勧誘するように指示し、自身を熱心に勧誘したのが先輩にあたる馬場雄大であった。[82]

- Sports Graphic Numberの取材で、好きな選手はミルウォーキー・バックスのジャバリ・パーカーとヤニス・アデトクンボ、ナゲッツやニックスで活躍したカーメロ・アンソニー、そしてデンバー・ナゲッツのエマニュエル・ムディエイと答えている[83]。

- 2019年7月22日、日清食品グループとスポンサー契約を結ぶ[84]。記者に「好きな味は?」と聞かれると「どん兵衛が好き。味がしっかりしていて、3分で作れるので大好きだった」と話す[85]。尚、同社のクライアントには錦織圭、大坂なおみらがいる。

- 朝日新聞「天声人語」2019年6月23日に掲載された逸話として、ゴンザガ大学時代に朝練を日課としていた八村が体育館に行くと、驚くほど上手いおじさんがおり、様々なテクニックを教えてくれた。その人物はユタ・ジャズでカール・マローンと共にプレーし、歴代1位のアシスト数を記録した史上屈指のポイントガードでありバスケットボール殿堂入りも果たした同大学出身のジョン・ストックトンだったと言う[86]。
- 公称203cmの身長は大学1年生時に計測されたもので、3年生時で206cm、若い八村はNBA入りした現在も僅かながら身長が伸びていると言われており、実際の身長よりも低い公称身長となっている。

### 富山県に関するエピソード
- 同じく富山市出身の朝乃山は、大相撲令和元年5月場所で平幕優勝した翌月に八村がNBAドラフトで一巡目指名された姿を見て「富山の顔として負けられない」と意識している[87]。
- ウィザーズ入団直後の2019年7月13日、チームメイトに北陸製菓の米菓『ビーバー』の白えび味を差し入れたところ、絶賛の声が出て話題になった[88]。北陸製菓は西隣・石川県の企業であるものの、白えびの商業漁獲が成り立つのは富山湾が唯一である。
- 下記の日清食品・カップヌードルのCM「New Legend編」に出演した際には「まいどはや」と挨拶[89]。当該シーンには『※富山弁で「こんにちは」』の字幕も付けられた。
- 2019年7月28日放送の情熱大陸では「好きな街は?」の質問に、富山と即答[90]。
- 日本時間2019年11月27日、アウェーでのデンバー・ナゲッツ戦の前に大雪に遭ったが「富山よりは降っていない」と、余裕の表情を見せた[91]。
- 2011年より日本でプレーしているアイラ・ブラウンとはゴンザガ大学の先輩・後輩の間柄であるが、八村のアメリカ留学以前、ブラウンが富山グラウジーズに所属していた時に八村の父の飲食店を利用していたことが縁で、その頃から親交がある[92]。2018年の日本代表戦ではチームメイトとなった[93]。
- 下記のカップヌードル氷見カレー ビッグのCMソングには、ヨーデルの女の替え歌が用いられた。

### アイデンティティ
- 黒人ハーフであることから、幼少期には差別を感じ、"かなりきつい経験"もあったという。しかし、スポーツが全般的にできたことから周囲に認められるようになり、「自分が自分であることはとても素晴らしいこと」と考えるに至った[94]。渡米後は逆に日本人として扱われ、困惑した。そのような経験から、自分のアイデンティティを「ブラッカニーズ（ブラック＋ジャパニーズ）」と称する[95]。
- ハーフとして辛い経験もしてきたことから、同じ境遇の子ども達へ使命感を持っており、「彼のようになりたいんだ、と言われるような男になりたい」と語ったという[96]。BLMデモにも参加し[97]、同じく黒人ハーフであり人種問題に取り組むテニス選手の大坂なおみと親交がある。
- 現在では自らを誇りに思っているが、同じ日本人からの差別は未だ続き、弟・阿蓮がSNSで送られてくる誹謗中傷メッセージを公開した際には、「こんなの、毎日のようにくるよ」と返信した[98]。

## CM・広告
- 日清食品・カップヌードル
  - 「New Legend編」（2019年7月22日 - ）[99]
  - 「富山のスター 八村塁 篇」（2021年7月14日 - ）
  - カップヌードル氷見カレー ビッグ（2021年7月12日発売）[100]
- SoftBank 5G ※イメージキャラクター[101]
  - 「5G登場」篇（2019年8月22日 - ）
  - 「5Gチーム」篇（2019年8月25日 - ） - 田中圭と共演[102]
  - 「5Gってドラえもん?」（未来のジャイアン役）
- 2K Sports
  - NBA 2K20 ※オフィシャルアンバサダー[103]
- リポビタンD（2020年3月 - )
- マキタ（2020年3月 - ）[104][105]
- 三井住友銀行「START」編・「MOMENT」編（2021年7月21日 - ）
- アサヒ飲料 颯「叫びたくなる緑茶 八村塁」篇（2023年4月4日 - ）[106]
- カシオ計算機 G-SHOCK
- アサヒビール アサヒスーパードライ（2024年2月 - ）

## 出演
- 謎とき冒険バラエティー 世界の果てまでイッテQ!-Qチューブ、コーナー出演（2022年12月25日、日本テレビ）
- クレヨンしんちゃん（2023年11月4日、テレビ朝日）-本人役